# Chara (Sängerin)

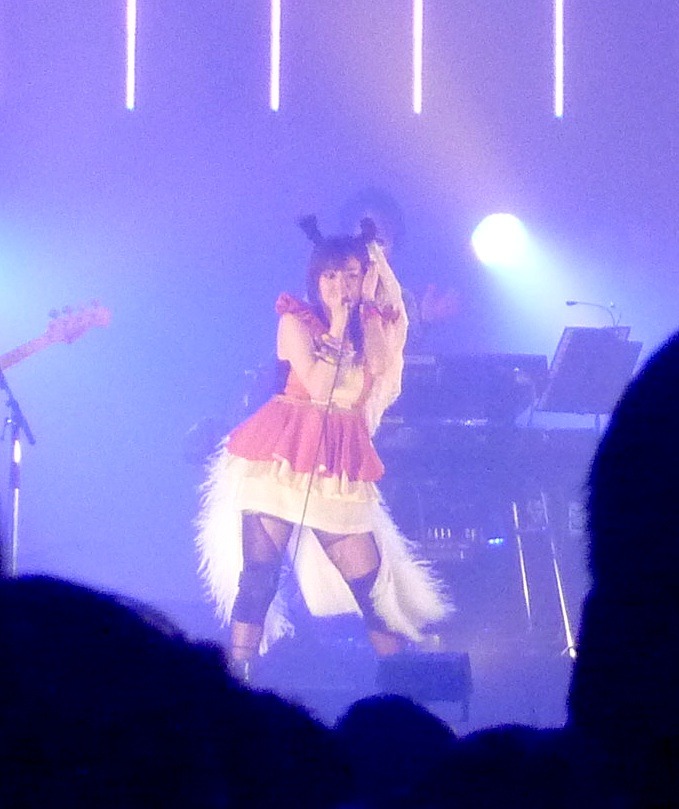
Chara (2011)

Chara (jap. ちゃら; * 13. Januar 1968 in Kawaguchi, Präfektur Saitama), eigentlich Miwa Satō (佐藤 美和, Satō Miwa), geborene Miwa Watabiki (綿引 美和, Watabiki Miwa), ist eine japanische Sängerin und Schauspielerin.

## Leben
Ihre Grundschullehrerin nannte sie Chara. Diesen Namen verwendete sie daraufhin als ihren Künstlernamen.
Im September 1991 brachte sie ihre erste Single Heaven heraus. Sie war sehr produktiv und hat schon viele Singles und einige Alben herausgebracht. Außerdem hat sie mit 20 Jahren einen Preis für ihre selbstgemachten Lieder erhalten.
Beim Dreh zu ihrem ersten Spielfilm, Shunji Iwais Picnic, lernte sie Tadanobu Asano (bürgerlich: Tadanobu Satō) kennen. Noch vor der Uraufführung des Films am 16. Februar 1996 heirateten die beiden 1995 und bekamen noch im gleichen Jahr eine Tochter. 1996 folgte ihre zweite Schauspielrolle als Glico in einem weiteren Film Iwais, Yentown – Swallowtail Butterfly. Für Picnic und Yentown – Swallowtail Butterfly gewann sie 1996 auf dem Yokohama Film Festival einen Preis als Beste Nachwuchsdarstellerin. Für Yentown – Swallowtail Butterfly war sie außerdem für den Japanese Academy Award in der Kategorie Beste Hauptdarstellerin nominiert, musste sich aber Tamiyo Kusakari (Shall we dance?) geschlagen geben. 1999 wurde dann ihr zweites Kind, ein Sohn, geboren.

## Diskografie

### Alben
| Jahr | Titel                                       | Höchstplatzierung, Gesamtwochen, AuszeichnungChartsChartplatzierungen (Jahr, Titel, Platzierungen, Wochen, Auszeichnungen, Anmerkungen) | Anmerkungen                                                                        |
| Jahr | Titel                                       | JP | Anmerkungen                                                                        |
| ---- | ------------------------------------------- | --- | ---------------------------------------------------------------------------------- |
| 1991 | Sweet                                       | — | Erstveröffentlichung: 1. November 1991 Verkäufe JP: + 11.000                       |
| 1992 | Soul Kiss                                   | JP14 (7 Wo.)JP | Erstveröffentlichung: 1. September 1992 Verkäufe JP: + 65.000                      |
| 1993 | Violet Blue                                 | JP4 (8 Wo.)JP | Erstveröffentlichung: 9. September 1993 Verkäufe JP: + 123.000                     |
| 1994 | Happy Toy                                   | JP4 (7 Wo.)JP | Erstveröffentlichung: 10. Oktober 1994 Verkäufe JP: + 145.000                      |
| 1995 | Chara The Best Baby Baby Baby XXX           | JP5 Gold · (13 Wo.)JP | Erstveröffentlichung: 10. Oktober 1995 Verkäufe JP: + 190.000                      |
| 1996 | Montage                                     | JP— ×2DoppelplatinJP | Erstveröffentlichung: 16. September 1996 Verkäufe JP: + 785.000; mit Yen Town Band |
| 1997 | Junior Sweet                                | JP1 ×3Dreifachplatin · (26 Wo.)JP | Erstveröffentlichung: 21. September 1997 Verkäufe JP: + 1.055.000                  |
| 1999 | Strange Fruits                              | JP3 Platin · (9 Wo.)JP | Erstveröffentlichung: 17. März 1999 Verkäufe JP: + 317.310                         |
| 2000 | Live 97–99 Mood                             | JP20 (4 Wo.)JP | Erstveröffentlichung: 8. März 2000 Verkäufe JP: + 45.000                           |
| 2000 | Caramel Milk ~The Best Of Chara~            | JP2 Platin · (12 Wo.)JP | Erstveröffentlichung: 11. November 2000 Verkäufe JP: + 520.000                     |
| 2001 | Madrigal                                    | JP8 Gold · (8 Wo.)JP | Erstveröffentlichung: 18. Juli 2001 Verkäufe JP: + 116.580                         |
| 2003 | Yoake Mae                                   | JP17 (9 Wo.)JP | Erstveröffentlichung: 19. März 2003 Verkäufe JP: + 46.812                          |
| 2004 | A Scenery Like Me                           | JP27 (5 Wo.)JP | Erstveröffentlichung: 18. Februar 2004 Verkäufe JP: + 19.220                       |
| 2005 | Something Blue                              | — | Erstveröffentlichung: 31. August 2005 Verkäufe JP: + 2.000                         |
| 2007 | Union                                       | JP4 (8 Wo.)JP | Erstveröffentlichung: 28. Februar 2007 Verkäufe JP: + 50.963                       |
| 2007 | Sugar Hunter ~The Best Love Songs Of Chara~ | JP14 (12 Wo.)JP | Erstveröffentlichung: 5. September 2007 Verkäufe JP: + 65.328                      |
| 2008 | Honey                                       | JP12 (10 Wo.)JP | Erstveröffentlichung: 25. Juni 2008 Verkäufe JP: + 38.108                          |
| 2008 | Kiss                                        | JP30 (6 Wo.)JP | Erstveröffentlichung: 24. September 2008 Verkäufe JP: + 12.052                     |
| 2009 | Carol                                       | JP20 (9 Wo.)JP | Erstveröffentlichung: 9. Dezember 2009 Verkäufe JP: + 15.403                       |
| 2011 | Very Special                                | JP24 (4 Wo.)JP | Erstveröffentlichung: 26. Januar 2011 Verkäufe JP: + 6.172                         |
| 2011 | Dark Candy                                  | JP27 (3 Wo.)JP | Erstveröffentlichung: 13. April 2011 Verkäufe JP: + 5.000                          |
| 2011 | Utakata                                     | JP56 (3 Wo.)JP | Erstveröffentlichung: 2. November 2011 Verkäufe JP: + 3.000                        |
| 2012 | Cocoon                                      | JP20 (4 Wo.)JP | Erstveröffentlichung: 31. Oktober 2012 Verkäufe JP: + 6.000                        |
| 2013 | MTV Unplugged Chara                         | JP254 (1 Wo.)JP | Erstveröffentlichung: 27. Februar 2013 Verkäufe JP: + 6.000                        |
| 2013 | Jewel                                       | JP24 (4 Wo.)JP | Erstveröffentlichung: 13. November 2013 Verkäufe JP: + 5.000                       |
| 2015 | Secret Garden                               | JP39 (4 Wo.)JP | Erstveröffentlichung: 4. März 2015 Verkäufe JP: + 6.000                            |
| 2016 | Naked & Sweet                               | JP30 (5 Wo.)JP | Erstveröffentlichung: 16. November 2016                                            |
| 2017 | Sympathy                                    | JP32 (4 Wo.)JP | Erstveröffentlichung: 19. Juli 2017                                                |
| 2018 | Baby Bump                                   | JP54 (6 Wo.)JP | Erstveröffentlichung: 19. Dezember 2018                                            |
| 2022 | Chara’s Time Machine (Selected by Himi)     | JP219 (1 Wo.)JP | Erstveröffentlichung: 14. März 2022                                                |
| 2022 | Chara’s Time Machine (Selected by Sumire)   | JP147 (1 Wo.)JP | Erstveröffentlichung: 14. März 2022                                                |

### Singles
| Jahr | Titel Album                                        | Höchstplatzierung, Gesamtwochen, AuszeichnungChartsChartplatzierungen (Jahr, Titel, Album, Platzierungen, Wochen, Auszeichnungen, Anmerkungen) | Anmerkungen                                                                     |
| Jahr | Titel Album                                        | JP | Anmerkungen                                                                     |
| ---- | -------------------------------------------------- | --- | ------------------------------------------------------------------------------- |
| 1991 | Heaven Sweet                                       | — | Erstveröffentlichung: 21. September 1991                                        |
| 1992 | Sweet                                              | — | Erstveröffentlichung: 22. Januar 1992                                           |
| 1992 | No Toy (Re-mix) Sweet                              | — | Erstveröffentlichung: 22. April 1992                                            |
| 1992 | Ooki na Jishin ga Kitatte Soul Kiss                | — | Erstveröffentlichung: 1. Juli 1992                                              |
| 1992 | Ai no Jibaku Souchi Soul Kiss                      | — | Erstveröffentlichung: 1. November 1992                                          |
| 1993 | Mujintou ni Watashi wo Motte Itte... Violet Blue   | — | Erstveröffentlichung: 21. März 1993 Verkäufe JP: + 14.340                       |
| 1993 | Charlotte no Okurimono / Private Beach Violet Blue | — | Erstveröffentlichung: 21. Mai 1993 Verkäufe JP: + 10.490                        |
| 1993 | Koi wo Shita Violet Blue                           | — | Erstveröffentlichung: 9. September 1993 Verkäufe JP: + 6.630                    |
| 1993 | Gifted Child Violet Blue                           | — | Erstveröffentlichung: 21. November 1993                                         |
| 1994 | Tsumibukaku Aishite yo Happy Toy                   | — | Erstveröffentlichung: 1. Mai 1994 Verkäufe JP: + 14.590                         |
| 1994 | Atashi Nande Dakishimetai n’ Darou? Happy Toy      | JP41 (6 Wo.)JP | Erstveröffentlichung: 7. September 1994 Verkäufe JP: + 38.310                   |
| 1995 | Tiny Tiny Tiny Chara the Best                      | — | Erstveröffentlichung: 21. Juli 1995 Verkäufe JP: + 13.350                       |
| 1995 | The Singles Re-Mixed –                             | — | Erstveröffentlichung: 21. September 1995 Verkäufe JP: + 3.020                   |
| 1996 | Swallowtail Butterfly ~Ai no Uta~ Montage          | JP— PlatinJP | Erstveröffentlichung: 22. Juli 1996 Verkäufe JP: + 878.150; mit Yen Town Band   |
| 1996 | Chara no Boogie Shoes –                            | JP37 (4 Wo.)JP | Erstveröffentlichung: 21. November 1996 Verkäufe JP: + 40.000; feat. The 99 1/2 |
| 1997 | Yasashii Kimochi Junior Sweet                      | JP7 Platin + Gold (Mobile Downloads) · (15 Wo.)JP                                                                                              | Erstveröffentlichung: 23. April 1997 Verkäufe JP: + 520.540                     |
| 1997 | Time Machine Junior Sweet                          | JP12 Gold · (13 Wo.)JP | Erstveröffentlichung: 21. Juli 1997 Verkäufe JP: + 203.850                      |
| 1997 | Milk Junior Sweet                                  | JP48 (3 Wo.)JP | Erstveröffentlichung: 6. November 1997 Verkäufe JP: + 16.630                    |
| 1998 | Duca Strange Fruits                                | JP25 (5 Wo.)JP | Erstveröffentlichung: 18. Juli 1998 Verkäufe JP: + 43.760                       |
| 1998 | Hikari to Watashi Strange Fruits                   | JP17 (5 Wo.)JP | Erstveröffentlichung: 21. Oktober 1998 Verkäufe JP: + 53.630                    |
| 1999 | 70% – Yuugure no Uta Strange Fruits                | JP36 (3 Wo.)JP | Erstveröffentlichung: 24. Februar 1999 Verkäufe JP: + 21.630                    |
| 1999 | Ai no Hi 3tsu Orange –                             | JP— GoldJP | Erstveröffentlichung: 26. November 1999 Verkäufe JP: + 229.880; feat. Yuki      |
| 2000 | Tsuki to Amai Namida Caramel Milk                  | JP12 (5 Wo.)JP | Erstveröffentlichung: 23. August 2000 Verkäufe JP: + 58.910                     |
| 2000 | Taisetsu wo Kizukumono Caramel Milk                | JP14 (5 Wo.)JP | Erstveröffentlichung: 12. Oktober 2000 Verkäufe JP: + 51.150                    |
| 2001 | Lemon Candy Madrigal                               | JP32 (4 Wo.)JP | Erstveröffentlichung: 25. April 2001 Verkäufe JP: + 26.430                      |
| 2001 | Skirt Madrigal                                     | JP37 (3 Wo.)JP | Erstveröffentlichung: 4. Juli 2001 Verkäufe JP: + 13.360                        |
| 2001 | Boku ni Utsushite Madrigal                         | — | Erstveröffentlichung: 11. Oktober 2001 Verkäufe JP: + 2.460                     |
| 2002 | Hatsukoi Yoake Mae                                 | JP16 (3 Wo.)JP | Erstveröffentlichung: 9. Oktober 2002 Verkäufe JP: + 12.410                     |
| 2003 | Mieru wa Yoake Mae                                 | — | Erstveröffentlichung: 5. März 2003 Verkäufe JP: + 2.844                         |
| 2005 | Hikari no Niwa –                                   | — | Erstveröffentlichung: 6. Juli 2005                                              |
| 2006 | Sekai Union                                        | JP24 (5 Wo.)JP | Erstveröffentlichung: 13. September 2006 Verkäufe JP: + 9.607                   |
| 2006 | Crazy for you Union                                | JP46 (3 Wo.)JP | Erstveröffentlichung: 15. November 2006 Verkäufe JP: + 3.680                    |
| 2007 | Fantasy Union                                      | JP13 (5 Wo.)JP | Erstveröffentlichung: 17. Januar 2007 Verkäufe JP: + 12.710                     |
| 2007 | Cherry Cherry Honey                                | JP44 (4 Wo.)JP | Erstveröffentlichung: 29. August 2007 Verkäufe JP: + 5.675                      |
| 2007 | Boku no Koto wo Shitte Honey                       | JP44 (6 Wo.)JP | Erstveröffentlichung: 14. November 2007 Verkäufe JP: + 6.504                    |
| 2008 | Trophy Honey                                       | JP37 (3 Wo.)JP | Erstveröffentlichung: 16. Januar 2008 Verkäufe JP: + 3.468                      |
| 2009 | Breaking Hearts Carol                              | JP28 (3 Wo.)JP | Erstveröffentlichung: 29. Juli 2009 Verkäufe JP: + 3.929                        |
| 2009 | Kataomoi Carol                                     | JP47 (3 Wo.)JP | Erstveröffentlichung: 18. November 2009 Verkäufe JP: + 3.646                    |
| 2012 | Alterna Girlfriend Cocoon                          | JP102 (1 Wo.)JP | Erstveröffentlichung: 6. Juni 2012 Verkäufe JP: + 3.929                         |
| 2012 | Planet Cocoon                                      | JP105 (1 Wo.)JP | Erstveröffentlichung: 1. August 2012 Verkäufe JP: + 600                         |
| 2012 | Chōchō Musubi Cocoon                               | JP87 (2 Wo.)JP | Erstveröffentlichung: 17. Oktober 2012 Verkäufe JP: + 1.000                     |
| 2013 | Hug Secret Garden                                  | JP148 (1 Wo.)JP | Erstveröffentlichung: 5. Juni 2013 Verkäufe JP: + 400                           |
| 2013 | Koibumi Secret Garden                              | JP118 (1 Wo.)JP | Erstveröffentlichung: 11. Dezember 2013 Verkäufe JP: + 600                      |
| 2014 | Lucky Girl Secret Garden                           | — | Erstveröffentlichung: 2014                                                      |
| 2014 | Rainbow Secret Garden                              | — | Erstveröffentlichung: 2014                                                      |
| 2014 | Setsunakute Gomen ne Secret Garden                 | — | Erstveröffentlichung: 2014                                                      |
| 2015 | Ai no Ne –                                         | — | Erstveröffentlichung: 2015 Verkäufe JP: + 4.000                                 |
| 2022 | A・O・U –                                          | JP34 (2 Wo.)JP | Erstveröffentlichung: 1. November 2022                                          |

### Videoalben
| Jahr | Titel                                         | Höchstplatzierung, Gesamtwochen, AuszeichnungChartsChartplatzierungen (Jahr, Titel, Platzierungen, Wochen, Auszeichnungen, Anmerkungen) | Anmerkungen                              |
| Jahr | Titel                                         | JP | Anmerkungen                              |
| ---- | --------------------------------------------- | --- | ---------------------------------------- |
| 1991 | Kiss                                          | — | Erstveröffentlichung: 21. Juli 1993      |
| 1997 | Chara’s Clips 1991–1997                       | — | Erstveröffentlichung: 21. September 1997 |
| 2001 | Charas Clips 1997–2001                        | — | Erstveröffentlichung: 11. Oktober 2001   |
| 2001 | Skirt: Short Film                             | — | Erstveröffentlichung: 11. Oktober 2001   |
| 2007 | Live Life: Chara’s Union Live House Tour 2007 | JP34 (4 Wo.)JP | Erstveröffentlichung: 29. August 2007    |
| 2009 | Live Life 2: Chara Tour 2008 Honey            | JP56 (2 Wo.)JP | Erstveröffentlichung: 29. Juli 2009      |
| 2012 | Live Tour 2011 "Very Special"                 | JP97 (1 Wo.)JP | Erstveröffentlichung: 6. Juni 2012       |
| 2013 | MTV Unplugged Chara                           | JP208 (1 Wo.)JP | Erstveröffentlichung: 27. Februar 2013   |